# Castell d'Arrés
El castell d'Arrés, també conegut com a Torre d'Arrés o La Torraza, és una fortalesa medieval situada a la localitat d'Arrés, dins del terme municipal de Ballo a la província d'Osca (Aragó, Espanya). Va ser declarat com a Bé d'Interés Cultural en virtut de la disposició addicional segona de la Llei 3/1999 de 10 de març de el patrimoni Cultural Aragonés.

## Història
Situada al camí de Sant Jaume, esta fortificació va ser construïda al segle xv i abandonada al xvi.

## Descripció
Es tracta d'una fortalesa d'estil gòtico-militar, construïda a base de sòlids carreus i fusta. El castell compta amb una gran torre de defensa que mesura prop de 10 metres d'altura i té espitlleres al seu interior, unida a l'església parroquial mitjançant un llenç de l'antiga muralla.

## Conservació
El seu estat de conservació és bo, gràcies a que va ser restaurat en 2013.